# Silbercyanat
Silbercyanat ist das Cyanatsalz des Silbers mit der Formel AgOCN; es ist mit Silberfulminat (AgONC), dem Salz der Knallsäure, isomer. An diesen beiden Verbindungen entdeckten Justus Liebig und Friedrich Wöhler in den 1820er Jahren die Isomerie.

## Gewinnung und Darstellung
Silbercyanat kann durch Reaktion von Kaliumcyanat oder Harnstoff mit Silbernitrat gewonnen werden.
{\displaystyle \mathrm {AgNO_{3}+KOCN\longrightarrow AgOCN\downarrow +\ KNO_{3}} }
{\displaystyle \mathrm {AgNO_{3}+H_{2}N{\text{-}}C(O){\text{-}}NH_{2}\longrightarrow } } {\displaystyle \mathrm {AgOCN\downarrow +\ NH_{4}NO_{3}} }
Die zweite Reaktionsgleichung entspricht der Umkehrreaktion der ersten Synthese von Harnstoff im Jahre 1828 durch Friedrich Wöhler.

## Eigenschaften
Silbercyanat ist ein beiges bis graues Pulver. Es kristallisiert im monoklinen Kristallsystem in der Raumgruppe P21/m (Raumgruppen-Nr. 11) mit den Gitterparametern a = 547,3 pm, b = 637,2 pm, c = 341,6 pm und β = 91°. In der Elementarzelle befinden sich zwei Formeleinheiten. Laut dieser Kristallstruktur überbrücken die Stickstoffatome des Cyanatanions zwei Silberatome, so dass sich eine zick-zack Kette mit linear koordinierten Silberatomen ergibt. Der Ag-N Abstand beträgt 211,5 pm. Die Sauerstoffatome koordinieren nur schwach mit Silberatomen der nächsten zick-zack Kette. Entsprechend lang ist mit 299,6 pm der Ag-O Abstand. Zum Vergleich: der Ag-O Abstand in Silber(I)-oxid beläuft sich auf 205 pm.
Silbercyanat wird durch Säureeinwirkung zersetzt, wobei Kohlendioxid und das entsprechende Ammoniumsalz entstehen:
{\displaystyle \mathrm {AgOCN+2HNO_{3}+H_{2}O\longrightarrow } }
{\displaystyle \mathrm {AgNO_{3}+CO_{2}\uparrow +\ NH_{4}NO_{3}} }